# Ганеша
Ганеша (санск. गणेश), познат и по именима Ганеш, Ганапати и Винајака, хиндуистички је бог успеха и мудрости. Препознатљив је по својој глави слона. Такође се сматра заштитником писања и учења.